# Sheng
Pour les articles homonymes, voir Sheng (homonymie).
Le sheng (chinois : 笙 ; pinyin : shēng ; EFEO : cheng, du chinois archaïque : /*sreŋ/), appelé shō en japonais (笙), en vietnamien : sanh ou sênh (笙) et autrefois nommé shenghuang 笙簧, shēnghuáng), ce qui donne en coréen saenghwang (hangul : 생황), est un instrument de musique à vent à anche libre. Orgue à bouche chinois, il date de 1100 av. J.-C. puisqu'il est mentionné  dans le Classique des vers (ou Shijing , ou encore Livre des Odes ou de la Poésie, une anthologie rassemblant des textes qui vont du XIe au Ve siècle av. J.-C.). On l'appelait alors yu ou shenghuang. Il est proche organologiquement de nombreux autres orgues à bouches asiatiques tels que le khên laotien et thaïlandais.
On pense souvent que ce sont Johann Wilde et le Père Amiot (respectivement en 1740 et 1777) qui ont rapporté ou envoyé de Chine les premiers sheng en Europe. Il est toutefois possible que le sheng ait été connu en Europe depuis plusieurs siècles déjà. C'est seulement au début du XIXe siècle que le sheng inspira l'invention de l'harmonium, de l'harmonica puis de l'accordéon.
Il existe depuis les années 1950 des sheng mécanisés (avec clavier), sur support.

## Facture
Le sheng traditionnel a une chambre à vent en bois et 17 tuyaux de bambou munis chacun d'un petit orifice à couvrir avec les doigts et une anche libre, permettant ainsi une polyphonie tant à l'inspiration qu'à l'expiration. Le sheng rénové a une chambre à vent en métal, souvent des résonateurs individuels sur les tuyaux, voire des clefs.
Il existe de nombreuses variantes du sheng chez des peuples minoritaires de Chine, tels :
- le lusheng, (芦笙, lú shēng, « sheng de roseau »）entièrement en roseau, avec quatre à six tuyaux, pouvant atteindre plusieurs mètres ;
- le hulu sheng (葫芦笙, húlu shēng, « sheng de calebasse »), au réservoir en calebasse, à cinq tuyaux, dont il existe également des variantes dans les pays voisins : en Thaïlande (lachi, fulu et naw), voir également hulusi, en Chine ;
- le yu, au réservoir en bois, aux nombreux tuyaux.

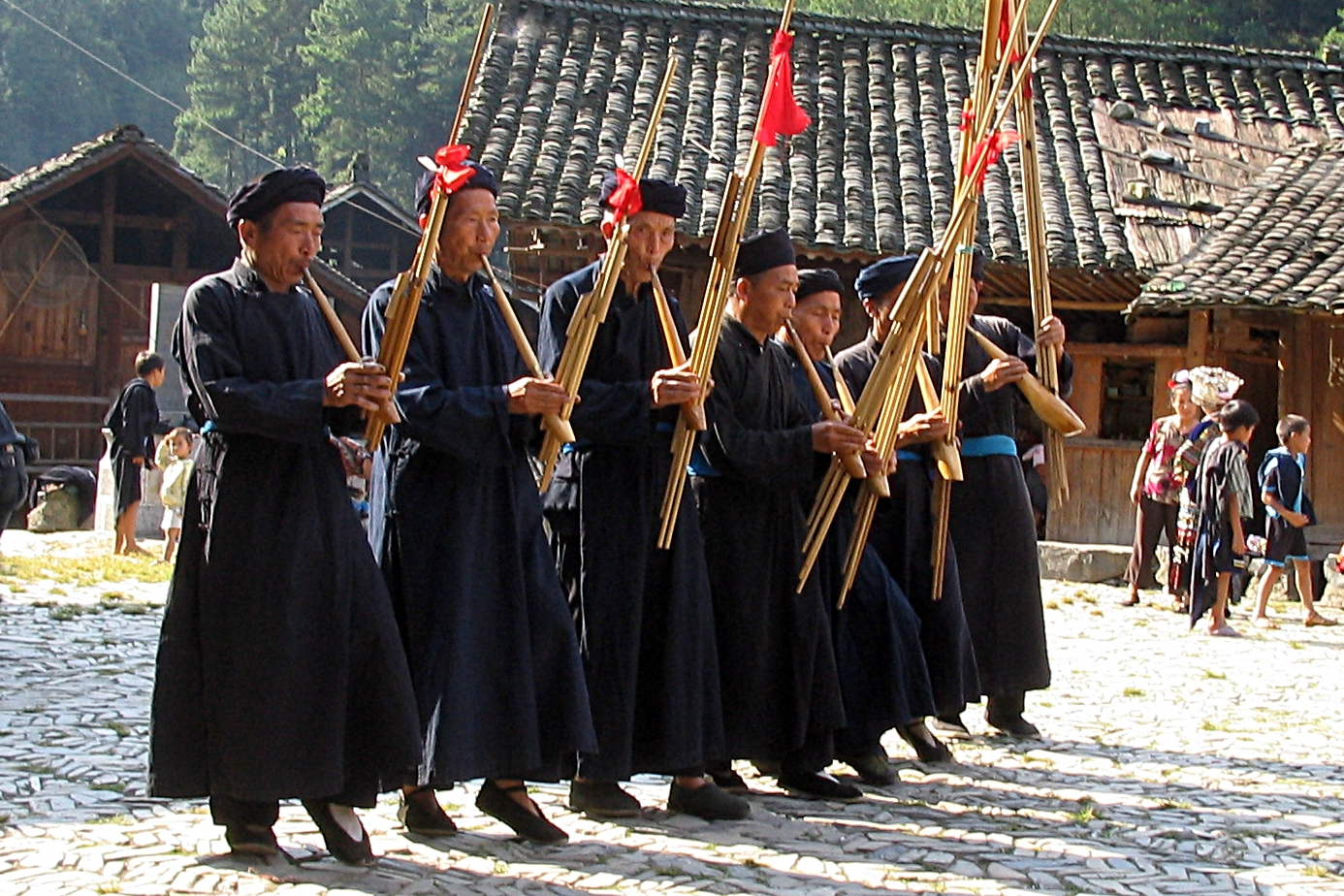
Joueurs Miaos de lusheng.

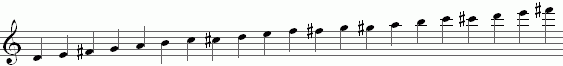
Tessiture du sheng.

## Jeu
C'est traditionnellement un instrument d'accompagnement des flûtes ou hautbois chinois, ainsi que dans les petits orchestres ou l'opéra chinois. Des compositeurs du XXe siècle –de langage occidental « classique »– ont composé pour lui : Unsuk Chin, Lou Harrison,Tim Risher, Daniel Bjarnason, Guus Janssen, Enjott Schneider, Brad Catler, Jean-Claude Éloy ou Christopher Adler.

## Interprètes célèbres
- Ān Jìngyè (安敬業, département de musique chinoise de l'utniversité nationale des arts de Taïwan)[1]
- Chén Yìwéi (陈奕潍, jouant dans l'orchestre chinois de Hong Kong)[2]
- Féng Hǎiyún (冯海云, enseignant à l'académie centrale de musique de Chine)[3]
- Hú Tiānyuán (zh) (胡天泉)[4]
- Wēng Zhènfā (zh) (翁镇发)
- Yán Hǎidēng (zh) (阎海登)